# Hassiba Boulmerka
Hassiba Boulmerka (em árabe: حسيبة بولمرقة; Constantina, 10 de julho de 1968) é uma ex-atleta olímpica da Argélia, especializada em corridas de média distância. Em 1992, durante os Jogos Olímpicos realizados em Barcelona, tornou-se a primeira mulher de seu país a vencer uma medalha de ouro olímpica.

## Carreira
Nascida em Constantina, no nordeste da Argélia, Boulmerka começou a correr ainda jovem, dedicando-se em particular às corridas de 800 e 1 500 metros. Rapidamente obteve sucesso nas provas nacionais e regionais, e conseguiu disputar sua primeira competição internacional de destaque em 1988, durante os Jogos Olímpicos disputados em Seul, na Coreia do Sul, onde foi eliminada nas provas preliminares de ambas as modalidades.
As performances de Boulmerka melhoraram gradualmente, e obteve grande destaque em 1991, ao vencer a prova dos 800 metros na Golden Gala realizada em Roma, Itália. Um mês depois, competiu no campeonato mundial; na última parte da final dos 1 500 metros sagrou-se vitoriosa após um sprint notável, tornando-se a primeira mulher africana a conquistar um título mundial de atletismo.
Frequentemente incomodada por grupos fundamentalistas islâmicos argelinos, que consideravam que ela mostrava muito o seu corpo quando corria, Boulmerka foi forçada a se mudar para a Europa, onde passou a treinar. Apesar disto, continuou a ser uma das favoritas para vencer a medalha de ouro na prova dos 1 500 metros nos Jogos Olímpicos de 1992, disputados em Barcelona, Espanha. Na final, disputou o ouro com Lyudmila Rogachova, e acabou obtendo a vitória; foi a primeira medalha de ouro da Argélia na história dos Jogos Olímpicos.
Suas próximas duas temporadas não foram tão bem-sucedidas, embora tenha obtido uma medalha de bronze no campeonato mundial disputado em 1993 na cidade alemã de Stuttgart. Em 1995, após uma sequência de insucessos, ela venceu o seu segundo título mundial no campeonato mundial disputado em Gotemburgo, Suécia. Foi sua única vitória naquela temporada, e provou-se seu último resultado de destaque. Competiu nos Jogos Olímpicos de 1996, em Atlanta, Estados Unidos, porém torceu seu tornozelo nas semifinais. Após a temporada de 1997, na qual não se preocupou em defender seu título, Boulmerka abandonou os esportes.
Boulmerka foi eleita posteriormente para a comissão de atletas do Comitê Olímpico Internacional (COI).

## Recordes
Ainda é a detentora do recorde africano dos 1 500 metros, de 3:55.30, estabelecido por ela em 8 de agosto de 1992, em Barcelona. Ela também estabeleceu o recorde africano para a prova de uma milha rasa, 4:20.79, em 1991 em Oslo; este recorde veio a ser batido apenas 17 anos depois, por Gelete Burika, da Etiópia, em 2008 (com o tempo de 4:18.23).